# 托马斯·D·西利

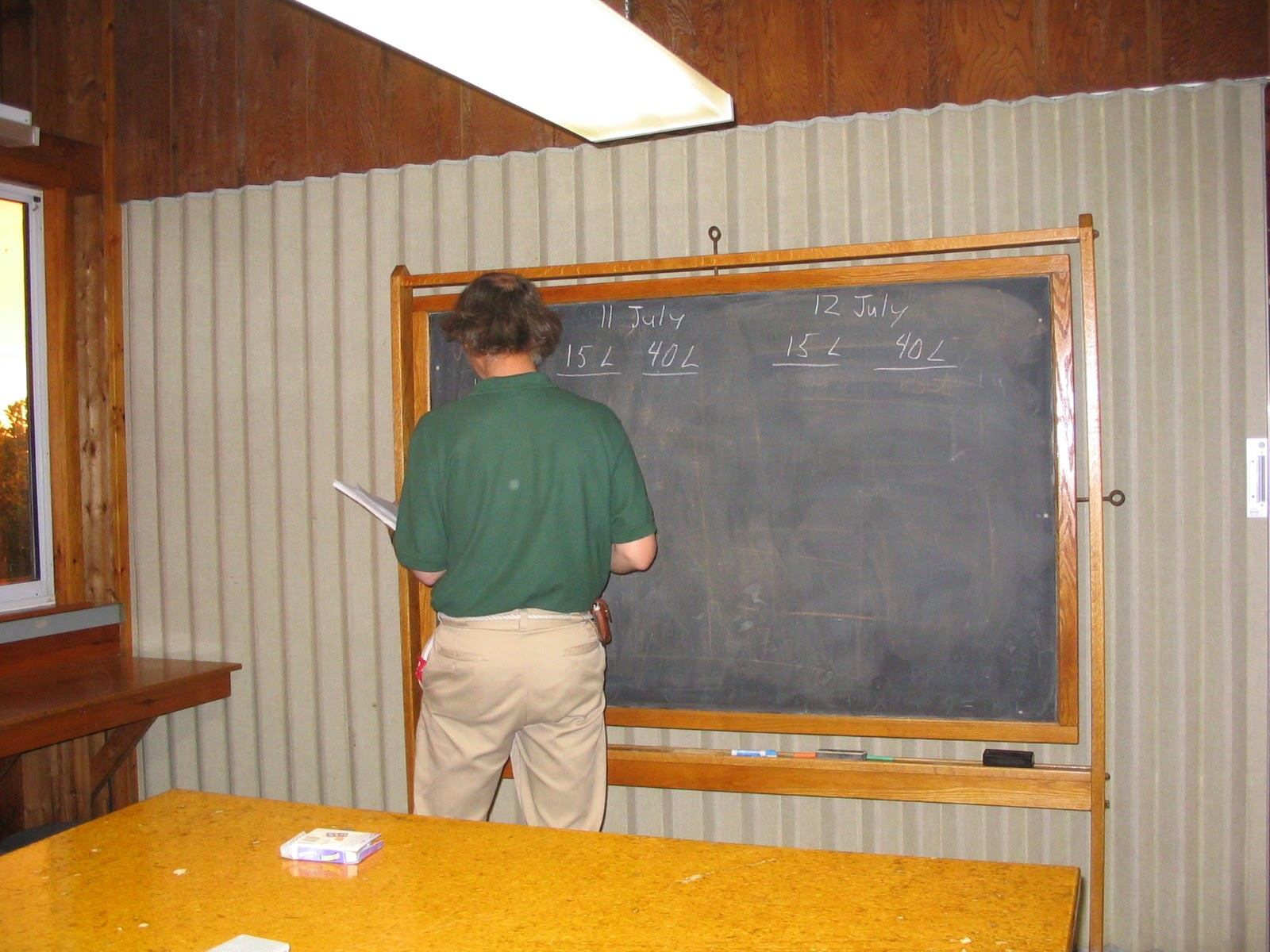
2007年的托马斯·西利

托马斯·D·西利（英語：Thomas Dyer Seeley，1952年1月17日—）是一位动物行为学家，康奈尔大学教授，主要研究方向是蜜蜂的行为，作品有《蜜蜂的民主：群体如何做出决策》（Honeybee Democracy，2010）等。